# 시각 효과
시각 효과(視覺效果) 또는 비주얼 이펙트(영어: visual effects, visual F/X, VFX)는 그림이나 영화의 프레임을 합성하여 만들어 처리하는 데 쓰이는 용어이다. 특수 효과는 보통 진짜같이 보이게 만드는 환경을 조성해야 하지만 촬영하기에 위험하고, 돈이 들고, 불가능한 경우 라이브 액션 동영상을 CGI 등과 통합할 때 함께 사용된다.
예산을 많이 들이는 영화에서 많이 쓰이고 있으며, 최근들어 애니메이션, 합성 소프트웨어가 유통되면서 아마추어 영화 제작자에게까지 시각 효과를 사용할 길을 열어 놓았다.

## 역사

### VFX의 역사
1960년 대 MIT 학생이던 이반 서덜랜드(Ivan Sutherland)에 의해 '스케치 패드'라는 컴퓨터 드로잉 프로그램이 개발되었다. 이를 필두로 컴퓨터로 움직이는 그림을 만드는 연구들이 진행되었고, 1966년 3D로 컴퓨터의 장면을 보여주는 것이 가능해졌다. 1960년 대 후반에는 컬러 3D물체에 음영을 주어 사실감을 연출했는데 이것이 벡터 그래피스에서 래스터 그래픽으로 옮겨가는 시초가 되었다.

### 한국 VFX 기술의 역사
| 연도          | 역사                                                                                                 |
| ------------- | --- |
| 1994          | 영화 '구미호'에 최초 VFX 도입                                                                        |
| 1990년대 후반 | 여러 영화의 VFX 활용 ('은행나무 침대','퇴마록')                                                      |
| 2000년대 초반 | VFX가 많이 사용된 블록버스터 영화들 제작 ('2009 로스트 메모리즈','성냥팔이소녀의 재림','내츄럴시티') |
| 2000년대 중반 | 진일보된 VFX 기술의 사용 ('남극 일기','웰컴투동막골','중천','한반도')                                |
| 2000년대 후반 | 헐리우드 수준의 VFX 기술 사용 ('불꽃처럼 나비처럼','해운대','타워','미스터GO')                       |

## 분류
시각 효과는 크게 영상물에 삽입되는 가상의 배경을 제작하는 기술과 디지털 액터(Digital Actor)를 제작하는 기술, 두 가지로 나눌 수 있다. 가상의 배경을 제작하는 기술은 건물, 도시, 환경을 만들거나 파티클 등을 이용해 물, 불, 연기, 바람 등의 자연 현상을 표현하는 기술을 말한다. 디지털 액터를 제작하는 기술은 실제 배우나 스턴트 맨이 연기하기 힘든 동작을 대신할 수 있는 가상의 캐릭터, 혹은 현실에 존재하지 않는 가상의 캐릭터를 제작하는 기술을 말한다. 제작 대상에 따른 분류는 앞서 말한 바와 같지만, 기술 종류에 따른 분류는 다음과 같다.

### 매트 페인팅 및 스틸
매트 페인팅(matte painting)은 화면 배경을 실사와 같이 정교하게 그린 후 실사 장면과 합성하는 방식의 특수효과 방식이다. 이는 미니어처로 촬영하기에는 너무 비싼 비용이 예상되는 거대하고 웅장한 장면에서 주로 활용된다.

### 라이브 액션 효과
블루스크린이나 그린스크린 기술을 이용해 인위적인 움직임 없이 최대한 실제 인간의 액션을 이용하는 효과이다. 블루 스크린(blue screen)은 이동 매트(matte)의 가장 일반적인 형태로 청색 배경 앞에서 피사체를 촬영한 후, 천연색 필터를 사용해 인화함으로써 하나의 복사 음화 위에 두 영상을 접합하는 특수효과 기법이다. 즉, 피사체 뒤쪽에 블루 스크린을 배치하거나 혹은 세트를 두고 촬영한 후에 컴퓨터에서 디지털화된 영상 가운데 파란색 부분만을 제거, 합성해 현실에서 표현하기 어렵거나 표현 불가능한 장면을 시각화하는 것이다.

### 디지털 애니메이션
디지털 애니메이션 또는 컴퓨터 애니메이션은 영화 부문 이외에도 게임, 예술, 과학 학술용 도구 등 무수히 다양한 분야에서 활용되고 있으나, 일반적으로 디지털 애니메이션이라 하면 일반인들에게도 그렇듯이 디지털 영화, 특히 디지털 애니메이션 영화(digital animated film)를 지칭한다.
보통 애니메이션이라 하면 "일련의 정지 이미지들을 활용해 단일한 동영상 이미지의 효과를 만들어 내는 영상 예술 형식"(Parent, 2002)을 말하는데, 이는 다시 수작업으로 만들어지는 전통적인 셀 애니메이션(cell animation)과 디지털 애니메이션(digital animation)으로 대별된다. 전 과정이 수작업으로 이루어지는 셀 애니메이션과 달리 디지털 애니메이션은 제작 과정의 일부분(후반 제작), 또는 전 과정에 컴퓨터를 활용하는 애니메이션이다. 컴퓨터를 후반 작업에만 사용하든 전 과정에 사용하든, 디지털 애니메이션은 셀과 물감을 전혀 사용하지 않는다는 점이 셀 애니메이션과의 차이점이자 본질적 특성이다.
디지털 애니메이션은 기존의 실사 영화는 물론이고 셀 애니메이션과 같은 전통적인 애니메이션과는 달리 컴퓨터를 이용해 만들어진 개별적인 2D 또는 3D 정지 그래픽들을 연속적으로 결합하여 하나의 움직이는 이미지를 만들어 내는 영상 예술 형식이라 정의할 수 있다.

### Digital FX
Digital Effects. 대체로 오늘날 ‘디지털 효과’라는 용어는 컴퓨터 없이는 표현할 수 없는 영상을 창조하는 것을 의미한다. 필름 이미지 혹은 손으로 그린 이미지를 전자적으로 스캐닝하여 컴퓨터에 입력하면 컴퓨터는 이 이미지를 이진법 숫자로 등록한다. 입력 이미지는 비디오로 변환되어 모니터에 나타난다. 그 다음으로 이미지 프로세싱(image processing), 페인팅(painting), 모핑 프로그램(morphing program) 등을 통하여 원래 이미지에 여러 새로운 요소를 추가한다. 그리고 컴퓨터 합성을 통하여 다른 소스의 그림을 합성할 수 있는데, 예를 들면 컴퓨터로 만들어낸 배경 그림에 촬영을 하거나 사람이 손으로 그린 인물이 움직이게 하는 것 등이다. 이렇게 합성한 이미지를 음극선 튜브(cathode ray tube)나 레이저 기술로 필름에 기록한다.

## 시각효과를 이용한 콘텐츠 제작 사례

### 한국 콘텐츠
- 영화 《괴물》: 한국 최초로 대형 괴물을 시각특수효과를 통해 제작했다. 포스크리에이티브파티에서 담당하였다.

- 영화 《미스터GO》: 이 영화의 주인공인 고릴라 링링은 시각특수효과 제작사 덱스터 스튜디오에서 만들었다.[8] 링링을 제작한 덱스터 스튜디오는 현재 중국과 협업하여 '적인걸', '천녀유혼', '용문비감', '적인걸2'를 제작하였다.

- 영화 《대호》: 100% CG로 호랑이를 만들었다. 제작사인 포스크리에이티브파티는 이 영화를 통해 '제21회 춘사영화제 기술상', '제53회 대종상 영화제 기술상', '시그래프 아시아 2016 컴퓨터 애니메이션 페스티발 부문 우수작품상' 등을 수상했다.

## 같이 보기
- 특수 효과
- 애니메이션
- 블루스크린
- 3차원 컴퓨터 그래픽스
- 모션 픽쳐

## 추가 문헌
- T. Porter and T. Duff, "Compositing Digital Images", Proceedings of SIGGRAPH '84, 18 (1984).
- The Art and Science of Digital Compositing (ISBN 0-12-133960-2)
- McClean, Shilo T. (2007). 《Digital Storytelling: The Narrative Power of Visual Effects in Film》. The MIT Press. ISBN 0-262-13465-9.
- The VES Handbook of Visual Effects: Industry Standard VFX Practices and Procedures, Jeffrey A. Okun & Susan Zwerman, Publisher: Focal Press 2010
- Richard Rickitt: Special Effects: The History and Technique. Billboard Books; 2nd edition, 2007; ISBN 0-8230-8408-6.
- Patel, Mayur (2009). The Digital Visual Effects Studio: The Artists and Their Work Revealed. ISBN 1-4486-6547-7.